# لوسي (لاعب كرة قدم)
لوسي (بالإسبانية: Luciano Martín Toscano)‏ هو لاعب كرة قدم إسباني في مركز الدفاع، ولد في 17 أغسطس 1972 في ليبي في إسبانيا. لعب مع ريكرياتيفو.